# 梁永安 (香港)
梁永安（英語：Leung Wing On，生於英屬香港。香港中華工商總會創會主席,香港永安會計事務所創始人,西安財經大學客座教授,山頂(選區)議員 - 第一屆,世界國際傑人會第六屆世界會長,會計專業聯盟創會主席,中華協進會香港創會會長,台灣研究會香港會長,國際孔子文化協會會長.